# 紅豆女之戀
《紅豆女之戀》 是韓國MBC於2002年8月26日起播出的月火連續劇。之後又先後在臺灣（中華電視公司2002年10月28日首播、緯來戲劇臺）、中國大陸以及香港（亞洲電視本港臺）在亞洲U頻道與在中國中央電視臺電視劇頻道（CCTV-8）首播（普通話配音版）。 播出與在香港首播日以國語及粵語廣播播放香港有線電視所製播的電視劇為主（廣東話、 普通話配音版）。

## 概要
日本/韓國童話故事《大豆紅豆傳》（콩쥐팥쥐전）講述傳說中有兩個女孩，一個是美麗又心地善良的「大豆女」、另一個則是長相難看且心眼又壞的「紅豆女」，故事裡「紅豆女」總是千方百計的陷害「大豆女」。
《紅豆女之戀》則打破傳統故事的典故與傳統刻板印象，將這兩個角色顛倒：張娜拉飾演一個長相平凡、行為粗魯、但內心善良的「紅豆女」楊松伊，洪銀姬則飾演外表美麗溫柔、內心卻極有心機的「大豆女」殷希媛。劇情主要講述楊松兒、江承俊、金賢成和殷希媛在工作的主題樂園裡發展的現代童話故事。

## 主要演員
| 角色                  | 演員                |
| 楊松伊（ 臺譯：楊松兒 | 張娜拉 幼年：李世榮 |
| 江承俊（강승준）            | 金載沅              |
| 金賢成（김현성）            | 金来沅 幼年：金錫   |
| 殷希媛（은희원）            | 洪銀姬 幼年：朴恩斌 |

## 電視原聲帶
1. 甜美的夢（Sweet Dream）〈片頭曲〉〔作詞：金太勳 作曲：朴錫元〕
2. 大概是愛（Amado Sarangigetjyo; Perhaps Love）〈片尾曲〉〔作詞：徐何娜 作曲/編曲：朴誠日 對白：成詩京〕
3. 一個人也可以〔作詞：沈賢寶 作曲：朴跟泰〕
4. 思慕之吻（Pinekiss）〔作詞：李恩慧 作曲：朴燦日 編曲：朴燦日〕
5. 不懂事〔作詞：金太勵 作曲：李賢正 編曲：洪正秀〕
6. 結束（Ending）〔作詞：Minuki 作曲：徐在河 編曲：徐在河〕
7. 為了你（I'll be there for you）〔作詞：徐河娜 作曲：沈在杰 編曲：閔成鎮、沈在杰〕
8. 豬小孩〔作詞：張拉娜 作曲：朴根泰 編曲：朴根泰〕
9. 勿忘草〔作詞：尹明善 作曲：尹明善 編曲：郭永俊〕
10. 在沙漠中〔作詞：minuki 作曲：朴根泰 編曲：朴根泰 string arranged by 朴仁永〕
11. 雪人（Snowman）〔作詞：徐東成 作曲：徐東成 編曲：朴錫元 rap/song/featuring：李炫旭、張寶英〕
12. 能再一次接受我嗎〔作詞：MGR 作曲：MGR 編曲：朴錫元〕
13. 風請停一〔作詞：全永祿 作曲：全永祿 編曲：朴錫元〕
14. 大概是愛（Radio edit）〔作詞：徐河娜 作曲：朴誠日（for 新村music） 編曲：朴誠日 對白：成詩京〕

## 剧集评价
该片试着打破传统人们对“以貌取人”的刻板认知，以一种新的诠释，来描述一个新世代灰姑娘的传奇故事。金载沅凭借清新自然的演技以与生俱来的贵族气质，完美地诠释了一个羞涩、单纯、善良的富家子形象 。张娜拉演技自然不做作。剧情在乍看之下，似乎与《明朗少女成功记》中麻雀变凤凰的情节如出一辙，其实不然。由于张娜拉在剧中角色是内在单纯直接，外在却易怒又有些神经质，彻底颠覆张娜拉在《明朗少女成功记》中的憨厚形象，也是其成功转型之作。

## 播出紀錄
- 2002年8月26日 - 2002年9月24日：10集在日本/韓國首播
- 2002年10月8日：在亞洲電視本港臺播出
- 2002年10月28日：在緯來戲劇臺播出（接續播出）
- 2015月10月28日：在亞洲U頻道與在中国中央电视台电视剧频道（CCTV-8）首播（普通話配音版）。
- 2015年10月30日：在香港首播日以國語及粵語廣播播放香港有線電視所製播的電視劇為主（TVB）（廣東話、 普通話配音版）。

## 外部連結
- 韓國MBC官方網站 （页面存档备份，存于） 
- 台灣緯來戲劇台 （页面存档备份，存于） （繁體中文）

## 作品的變遷
| MBC 月火劇                            | MBC 月火劇                                    | MBC 月火劇 |
| ------------------------------------- | --------------------------------------------- | ---------- |
|                                       | 紅豆女之戀 （2002年8月26日 - 2002年9月24日）  |            |
| 告白 （2002年7月1日 - 2002年8月20日） | 賢貞我愛你 （2002年9月30日 - 2002年11月19日） |            |